# 索尔扎
索尔扎（義大利語：Solza），是意大利贝加莫省的一个市镇。总面积1平方公里，人口1957人，人口密度1957.0人/平方公里（2009年）。国家统计（ISTAT）代码为016251。